# Carol Arnauld
Pour les articles homonymes, voir Arnauld.
Carol Arnauld, née Carole Valère le 28 mars 1961 à Bagnolet et morte le 9 septembre 2022 à Chalon-sur-Saône, est une autrice-compositrice-interprète française, connue pour son tube C‘est pas facile... vendu à près de 250 000 exemplaires en 1986.

## Biographie
Carol Arnauld commence sa carrière de chanteuse dans les années 1980 et connaît le succès en France avec le titre C'est pas facile…, sorti en 1986. La chanson traite de la mort de son frère, tué par un chauffard ; elle évoque sa souffrance et celle de sa mère. Le titre atteint la dixième place du Top 50 et reste classé pendant seize semaines. Il est certifié disque d'argent avec environ 230 000 exemplaires vendus.
Au début des années 1990, elle passe dans l'émission Succès fous, où sa chanson C'est pas facile… est classée à la sixième place des tubes proposés.
Après sa carrière de chanteuse, Carol Arnauld s'installe en Bourgogne pour rénover en 1992 un moulin à Beaumont-sur-Grosne. En 2000, elle ouvre un restaurant à Chalon-sur-Saône (nommé La chouette enrhumée) et le garde pendant quatre ans. En 2008, elle ouvre des chambres et tables d'hôtes à Saint-Martin-en-Bresse qu’elle gère durant sept ans. 
En 2010, elle participe exceptionnellement à la tournée Âge tendre et Têtes de bois. En 2015, l'ancienne chanteuse reprend le snack de la piscine de Saint-Rémy. À l'été 2016, elle ouvre des gîtes insolites à Nanton.
Carol Arnauld meurt le 9 septembre 2022 à l'âge de 61 ans, des suites d'un cancer.

## Discographie
Singles
- 1986 : C'est pas facile… (face B : J'voudrais faire quelque chose pour toi)
- 1987 : Donne-moi (en duo avec Jacky Brown)
- 1987 : J'ai grandi trop vite
- 1988 : Toi qui voulais un enfant
- 1989 : Musique black
- 1992 : Si tu pars…
- 1992 : On dit que l'amour

Albums
- 1988 : Carol Arnauld
- 1992 : Temps denses

Participations
- 1988 : 75 artistes pour le Liban